# Une nuit mouvementée (film, 1971)
Pour les articles homonymes, voir Une nuit mouvementée.
Pour plus de détails, voir Fiche technique et Distribution.
Une nuit mouvementée (titre original : Quante volte… quella notte) est une comédie érotique italo-ouest-allemande réalisée par Mario Bava et sortie en 1971.
C'est la seule et unique comédie érotique italienne tournée par Mario Bava, durant une interruption de tournage de son film d'épouvante Une hache pour la lune de miel. La structure du film avec une même histoire racontée par plusieurs points de vue différents est inspirée de Rashomon (1950) d'Akira Kurosawa.

## Synopsis
Le mannequin Gianni Prada au volant de sa voiture de sport rencontre Tina alors qu'elle promène son caniche dans un parc. Bien qu'elle résiste d'abord à ses avances, ils flirtent après que Gianni a accidentellement trébuché sur le chien, et conviennent d'un rendez-vous le soir même. Alors qu'il vient chercher Tina, Gianni est mis en garde par Sofia, la mère veuve et stricte de Tina, qui lui rappelle que sa fille est catholique et vierge et qu'il ne faut pas profiter d'elle. Après avoir dansé dans une discothèque, Tina se sent mal à l'aise face aux regards insistants de Gianni, et le couple décide de rentrer chez lui.
Tôt le lendemain matin, Tina revient à l'appartement de sa mère avec sa mini-robe de luxe déchirée au point d'être irréparable. Lorsque Sonia l'interroge, Tina déclare que Gianni a essayé de la violer.

### Version de Tina

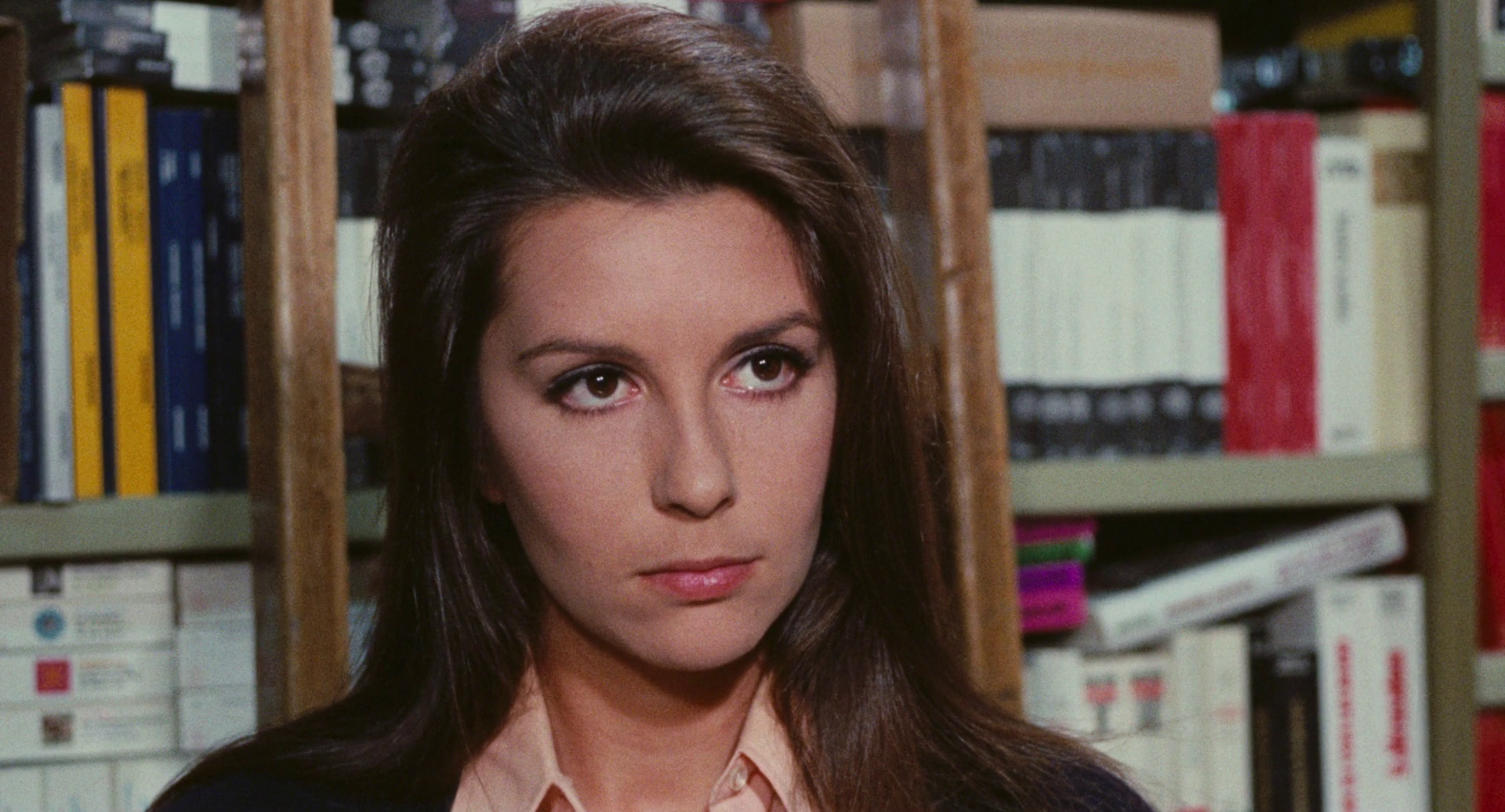
Daniela Giordano interprète Tina.

Sur le chemin du retour, Gianni invite Tina à rentrer dans son appartement car il attend un appel professionnel. Elle choisit d'attendre dehors, mais après avoir été taquinée par deux voisins homosexuels, Giorgio et Esmeralda, elle décide d'entrer dans l'appartement, qui ressemble à un club échangiste. Gianni quitte la pièce pour enfiler un pull, mais il revient en sous-vêtements et tente d'embrasser Tina ; au cours de l'altercation, il déchire sa robe et elle lui griffe le front en légitime défense. Après s'être barricadée dans une pièce, elle parvient à s'échapper.

### Version de Gianni
Gianni retourne à la discothèque et boit un verre avec trois de ses amis. Leur curiosité est piquée par sa blessure au front, ce qui l'incite à raconter sa version de l'histoire.
Dans ses souvenirs, Sonia et Tina ont fait preuve d'une coquetterie implacable à son égard, et cette dernière était tout à fait disposée à retourner dans son appartement. Le couple a fait l'amour à plusieurs reprises au cours de la nuit, et la libido de Tina a fini par fatiguer Gianni ; elle l'a involontairement griffé en lui caressant les cheveux. Alors que Tina voulait qu'ils recouchent ensemble encore une fois, ils reçoivent la visite de Giorgio et d'Esmeralda, ce qui les oblige à finir leur rendez-vous par une conversation mondaine.

### Version du gardien
Alors que Gianni rentre chez lui, son gardien voyeur et obsédé sexuel discute avec un laitier, affirmant avoir assisté au rendez-vous à l'aide de jumelles.
Gianni avait ramené Tina à la maison pour tenir compagnie à Esmerelda pendant que Giorgio et lui faisaient l'amour dans sa chambre. Pour dissiper l'incrédulité de Tina quant à l'homosexualité de Gianni, Esmeralda lui a raconté leur rencontre au Club Kama Sutra, qui s'est avérée être l'histoire d'une femme allemande qu'elle avait convaincue de poser pour des photos de nu. Lorsque Tina a réagi avec stupeur aux ébats de Gianni et Giorgio, Esmeralda l'a droguée, la rendant inconsciente, et l'a violée. Lorsque Tina s'est réveillée et a tenté de s'échapper, sa robe s'est déchirée alors qu'elle essayait de la récupérer auprès de Gianni, qu'elle a griffé alors qu'il la maintenait au sol afin qu'Esmeralda profite d'elle à nouveau.

### Version du scientifique
Après avoir présenté une conférence sur la perception, un scientifique propose une quatrième version de l'histoire.
Dans cette version, la première rencontre et le rendez-vous entre Gianni et Tina se sont déroulés de manière amicale et pacifique. Gianni a proposé qu'ils prennent un verre dans son appartement, en offrant de laisser sa porte ouverte en signe de confiance. Là, tous deux ont admis leur attirance mutuelle, mais ont décidé qu'ils partageraient leur intimité une fois qu'ils se connaîtraient mieux. En partant, Gianni et Tina ont découvert que la porte d'entrée était bloquée ; leurs tentatives pour appeler le gardien sont restées vaines, celui-ci étant distrait par sa collection de photos pornographiques. Gianni a essayé de soulever Tina au-dessus du portail pour qu'elle puisse le déverrouiller de l'extérieur, mais sa robe s'est déchirée sur le portail, et elle lui a griffé le front après avoir failli tomber par terre ; lorsque Tina s'est inquiétée de la réaction de Sonia face à la robe déchirée, Gianni a suggéré en plaisantant qu'elle lui dise qu'il avait essayé de la violer. Ils ont ensuite attendu qu'un autre occupant puisse les faire sortir. À l'arrivée de Giorgio et Esmerelda, le gardien est venu réparer la porte, et Gianni et Tina sont repartis.
Le scientifique n'est pas satisfait de ce récit apparemment véridique et remet en question la véracité du portail laissé dans un premier temps ouvert, ainsi que la réaction du couple face au portail verrouillé quand ils ressortent. Suggérant que la vérité se cache parmi les déformations et les mensonges fournis par ces quatre récits, il révèle que le seul fait dont il soit certain est qu'au lieu de retourner immédiatement chez Sonia, le couple s'est rendu au bord de la mer pour regarder ensemble le lever du soleil.

## Fiche technique
- Titre français : Une nuit mouvementée
- Titre original italien : Quante volte… quella notte (litt. Combien de fois... cette nuit-là)
- Réalisation : Mario Bava
- Scénario : Guido Leoni, Mario Moroni et Carl Ross
- Photographie : Mario Bava et Antonio Rinaldi
- Musique : Coriolano Gori
- Producteurs : Zeljko Kunkera, Alfredo Leone, Claudio Rainis et Dick Randall
- Société de production : Delfino Film (Rome), Hape-Film (Munich)
- Pays de production :  Italie -  Allemagne de l'Ouest
- Format : Couleurs
- Genre : Comédie érotique
- Date de sortie : 
  - Canada : juillet 1971
  - Italie : 15 juillet 1972
  - France : 1975
- Interdit aux moins de 16 ans

## Distribution
- Daniela Giordano : Tina
- Brett Halsey : Gianni Prada
- Dick Randall : le gardien
- Valeria Sabel : Sofia, la mère de Tina
- Pascale Petit : Esmeralda
- Michael Hinz (de) : Giorgio
- Rainer Basedow : Duccio
- Calisto Calisti (it) : le psychiatre
- Brigitte Skay : Mumu

## Production
Le tournage a lieu à Rome du 14 octobre au 14 décembre 1968, lors d'une interruption de tournage d'un autre film de Mario Bava, Une hache pour la lune de miel. Il est inspiré du film japonais Rashōmon, comme l'indique Bava : « Il est inspiré du principe de Rashōmon : une nuit passée par deux couples, vue du point de vue de chacun des partenaires. Pour une fois, l'abondance de sexe a sa justification logique ».
Monté en 1969, il n'est sorti que trois ans plus tard en raison de problèmes de censure. Par rapport à la censure, Riccardo Freda a déclaré dans un entretien avec Luigi Cozzi « Je suis responsable d'avoir approuvé L'Île de l'épouvante et d'avoir interdit un autre film de Bava, Une nuit mouvementée, qui contenait une scène érotique lesbienne. Une nuit mouvementée était un film très mauvais, si mauvais que Mario ne l'a pas revendiqué comme sien, mais il l'a pourtant réalisé. En empêchant le film d'être projeté en Italie, j'ai eu l'impression de lui rendre un immense service ». Cependant, lors d'une interview en 1971, Mario Bava déclare n'avoir jamais nié être le réalisateur du film et estime que le film « s'avère ne pas être si mauvais que ça ».